# 송석하 (1915년)
송석하(宋錫夏, 1915년 4월 6일 ~ 1999년 11월 14일)는 대한민국의 군인이다.

## 학력
- 1937년 만주국 펑톈 군관학교 5기 졸업
- 1946년 육군사관학교 2기 졸업
- 1947년 조선경비보병학교 졸업
- 1955년 육군대학 졸업
- 1958년 단국대학교 정치학 학사
- 1960년 국방대학교 행정학 학사

## 생애
충청남도 대덕군 서구 출신이다. 펑톈에 있는 1년 과정의 만주국 군관 양성기관인 봉천군관학교를 1937년 제5기로 졸업을 했으며 신현준과는 동기생이다.
임관 후 간도특설대에서 활동 하였는데, 방원철은 송석하가 이 특설 부대의 창설에 가장 영향을 많이 끼친 인물이라고 증언했다. 간도특설대는 만주국 북부에 있던 사회주의 계열 민족 해방세력인 팔로군, 동북항일연군, 조선의용대와 만주 북서부에 잔존해 있던 대한독립군단을 토벌하기 위한 특수 목적을 띈 독립군 토벌 부대였다. 간도특설대가 살해한 항일무장세력과 민간인은 172명에 달한다. 강간·약탈·고문을 당한 이들도 적잖다. 이 때문에 그는 친일반민족행위진상규명위원회가 발표한 친일반민족행위자에 포함됐고, 친일인명사전에도 이름이 올라가 있다.
종전 후 미군정 지역으로 내려와 1946년에 육군사관학교를 제2기로 졸업한 뒤 대한민국 국군에 참여했다. 이때 같은 만주군 장교 출신인 박정희와 육군사관학교 동기생이 되었다. 1948년에 육군 소령으로 제2연대 부연대장을 맡았다가 여순 14연대 반란사건이 일어났을 때 진압 작전에 참여하여 공을 세웠다. 이때의 공로로 제12연대장에 보임되었다.
1949년에 수도방위사령부의 전신인 수도경비사령부가 창설되자 송석하는 참모장으로 임명되었고, 곧 한국 전쟁이 발발해 참전했다. 전쟁 기간 동안 제20사단장 등으로 전과를 올렸으며, 1955년에 육군 소장으로 진급했다. 제3관구사령관, 육군본부 기획통제실장, 작전참모부장을 지냈으며, 작전참모부장 재임 시인 1961년에 5·16 군사정변이 일어났다. 정변 전인 1960년부터 송석하로부터 박정희가 제일이라는 말을 듣고 박정희에게 관심을 갖게 되었다는 증언이 있다. 정변 주도 세력은 아니었으나, 정변이 성공한 뒤 한국국방연구원 원장에 임명되었다가 1963년 전역했다. 이후 1963년부터 국가안전보장이사회 상임위원 겸 사무국장, 1965년 민방위개선위원회 위원장, 1969년 한국수출산업공단 이사장, 1972년 재향군인회 안보위원장 등을 지냈다. 유해는 대전현충원 장군묘역에 있다. 장군1-093.

## '해방 후 광복군'과 박정희 비밀공작원설
박정희가 만주군에 있을 당시 비밀리에 광복군 활동을 했다는 설이 있으나, 박정희와 함께 근무했던 신현준이 광복군의 존재 자체를 광복 후 베이징으로 이동할 때까지 전혀 모르고 있었다고 증언한 바 있다. 신현준의 증언은 박정희의 비밀광복군설에 대한 중요한 반박의 근거로 사용되고 있다.
해방 직후 북경에는 광복군 출신, 학도병 출신 등 수많은 조선 청년들이 집결하였다. 그 숫자가 대략 400여 명에 달했는데 만주군 대위 출신은 신현준과 중위 출신의 박정희 전 대통령도 있었다. 임시정부는 동북반사처(辦事處) 최용덕 처장을 보내 이들에게 임시거처를 마련해주었다. 그러고는 이들을 임시로 김학규 광복군 3지대장 휘하로 편입시켰다. 이때 신현준과 박정희는 만주군 장교 경력을 인정받아 3지대 1대대장과 2중대장을 각각 맡았다. 이들은 모두 '해방 후 광복군'이다.
박정희처럼 고등교육을 받은 일본군 장교는 “(세력 확장을 위해) 일본군 출신 조선인들을 광복군에 적극 편입한다”는 한국독립당의 방침에 따라 광복군에 적극 편입됐다. 염인호 서울시립대 교수(사학)가 쓴 논문 ‘해방 후 한국독립당의 중국 관내지방에서의 광복군 확군활동’을 보면, ‘박정희처럼 해방 이후 확군된 병사의 수는 베이징 1,300여명, 난징 800여명, 상하이 1,300여명 등’인 것으로 나타난다.
박정희가 소속된 광복군 부대는 아마도 북평잠편지대일 것으로 보이는데, 일부 증언에는 제3지대 주평진대대(駐平津大隊)라고도 한다. 평진이란 북평과 천진에서 따온 말이다. 이 부대의 대대장은 박정희와 같이 근무한 신현준이었고 신현준은 광복군의 존재를 해방 이전에는 알지 못했다고 회고했다. 이 부대는 실제 광복군 부대라기보다 해방이라는 급격한 상황 변화에 따라 광복군이 세불리기 차원에서 부대 명칭을 부여한 것으로, 사실상 일종의 포로수용부대였다. 이들 부대를 관리한 중국쪽 기관이 부로관리처(俘虜管理處)인 것도 이를 증명한다.
이게 박정희가 일제 패망 이전에 광복군 비밀요원이었다는 식으로 기술한 소설 <광복군>(저자 박영만)의 근거로 활용됐다. 그러나 이는 사실이 아니다. 증언자는 이용(李龍), 해방 전엔 이집용(李集龍)이었다. 간도특설대에 대해 제대로 증언한 유일한 사람이었다. 박정희·신현준이 광복군 김학규 장군에게서 “적당한 시기에 일본군을 공격하라”는 명령을 받고 1945년 7월에 베이징에서 다시 철석부대로 돌아오는 등 비밀광복군이었다는 얘기는 거짓말이라는 것이다.
소설광복군에 근거하여 많은 가짜 정보들이 유통되었다. 육군본부가 발간한 '창군전사', 장창국이 출간한 '육사 졸업생'에도 등장한다.
‘만주에 있던 장교들은 그들대로의 지하조직이 있었다. 박정희, 신현준, 이주일 등은 광복군 제3지대의 비밀 광복군으로서 거사 직전에 해방을 맞이했다.’ (육군본부 발간 ‘창군전사’ 265쪽)
창군전사 말고도 박정희를 비밀 광복군으로 묘사한 책은 더 있다. 박정희 정권에서 합참의장, 국회의원을 지낸 장창국(전 합참의장, 작고)씨가 1984년 <육사졸업생>이란 책에서 '광복군 비밀요원설'을 주장하면서 확산되기 시작했다. 당시 장씨는 책에서 "신태양악극단이 '철석부대'로 위문갔을 때 이 악극단의 잡역부로 위장한 비밀광복군 이용기가 박정희와 접촉, 그를 비밀광복군으로 만들었다"고 썼다.
그러나 이는 모두 날조된 것이다. 부대장의 이름을 따 일명 '철석부대'로 불린 이 부대는 1939년 명월구에서 조선인 독립대대로 출발한 부대로 박정희는 이 부대에 간 적이 없다. 철석부대 출신인 박창암(육군 준장 예편, 작고)씨, 송석하(육군 소장 예편, 작고)씨 등은 생전에 "박정희는 철석부대 문전에도 가본 적이 없다"고 증언한 바 있다.
또 '신태양 악극단' 단장을 지낸 작곡가 손목인(작고)씨는 생전에 "더러 군대 위문도 갔지만 철석부대는 들어본 일이 없고, 이용기라는 이름도 기억나지 않는다"고 증언했다. 또 단원이었던 가수 신카나리아씨와 영화배우 황해씨 등도 지난 97년 "이용기라는 이름은 기억에 없다"고 증언한 바 있다.
광복군 출신인 장준하는 1967년 대선에 맞추어 나온 소설 <광복군>(저자 박영만)에 격분한다. 친일파 박정희 대통령을 비밀광복군으로 둔갑시켰기 때문이었다. 1967년도 당시에 야당 대통령 후보 윤보선을 지지하며 전국을 돌아다니면서 줄기차게 비판한다. 고상만의 ‘중정이 기록한 장준하’ 책에도 그 이야기가 언급돼 있다. ‘지금 현재 일각에서 박정희 후보가 광복군이라고 하면서 써놓은 책이 있는데 이것은 전부 다 거짓말이다. 내가 광복군이기 때문에 정확히 안다. 그는 당시에 만주에서 일본군 장교로 있었다.’ 이같은 언급에 대해서 당시 중앙정보부가 중요상황 보고로 장준하의 발언을 일일이 기록했다.
또 당시 정황을 비교적 잘 아는 김승곤 전 광복회장은 “박영만은 청와대에서 돈을 받을 줄 알고 ‘광복군’을 썼는데, 내용을 훑어본 박 대통령은 ‘내가 어디 광복군이냐. 누가 이 따위 책을 쓰라고 했냐’며 화를 냈고, 결국 박영만은 돈 한푼 못 받고 거창하게 준비한 출판기념회도 치르지 못했다”고 증언했다.
소설 광복군이 출간될 당시 중앙정보부에 근무한 이종찬 전 국회의원의 증언이다. “이건 내가 실제로 겪은 것으로 1967~68년 중앙정보부에 ‘<광복군>(저자 박영만) 책을 모두 거둬들이라’는 지시가 내려왔다. 어렵게 책을 수거해 봤더니 ‘박정희가 광복군 활동을 했다’는 내용이었다. 박 대통령이 그것을 읽고 ‘이런 거짓말을 해선 안된다. 해방 후 김학규 광복군 3지대장이 만주에 있던 한국 국적 군인을 모았다. 그때 잠시 구대장으로 사병을 모아 훈련시킨 적이 있다. 이것은 해방 이후로 내가 장준하나 김준엽처럼 일제때 독립군을 했다는 것은 말이 안된다. 그래서 책을 거두어들이라고 했다’는 것이다.”
박정희가 '해방후 광복군'이기는커녕 길거리를 배회하던 그를 체포해서 국내로 송환했다는 자료도 있다. 김홍신의 홈페이지 '박정희 광복군편입은 허위날조'에 따르면 광복군 출신의 항일투사 이재현(이형진의 부친)은 북평 판사처 주임(광복군 소령/지역 사령관)이었다. 일제가 패망하자 박정희가 속한 만주군 8단이 해체되고 베이징으로 나와 길거리를 배회하던 박정희를 잡아 들여 한국으로 송환한 책임자가 이재현이라고 한다. 당시 북평 판사처의 임무는 재 중국동포와 한국 국적의 일본군들을 본국으로 송환하는 것이 임무였다. 일본군 출신이 너무 많아 군의 편제가 필요하여 신현준 일본군 대위를 대대장으로 이주일과 박정희 일본군 중위를 중대장으로 하여 통솔케 하고 본국으로 송환하였던 것뿐이다. 박정희가 광복군 3지대에 편입되었다는 주장은 틀렸다는 것이다. 이 내용은 전 정보원장인 이종찬 씨가 2004년 8월 26일 중앙일보에 투고한 글에 대한 반박을 위해 쓴 글이었다.

## 같이 보기
- M-1 고지 전투
- 간도특설대
- 대한민국 20기계화보병사단
- 봉천군관학교

## 참고 자료
- 송석하(宋錫夏) - 국사편찬위원회
- “송석하 소장”. 전쟁기념관. 2004년 10월 18일. 2008년 7월 25일에 확인함.[깨진 링크(과거 내용 찾기)]
- 6.25전쟁60주년사업위원회